# Moitori
Moitori is een plaats aan de Gran Rio in Suriname. Het ligt stroomafwaarts ten opzichte van Kajana, de Kajana Airstrip, en Ligorio.
Moitori bevindt zich in het Langugebied dat in trek is bij toeristen. Er kan in de buurt gewandeld worden en in het dorp kan een naaiatelier, een houtwerkplaats en lokale woningen bezocht worden. Bezoekers krijgen uitleg over de landbouw op kostgrondjes die voorzien in de eigen behoefte. In Moitori bevinden zich geen school, kerk of medische post.
Abenaston · Adawai · Akisiaman · Akwaukondre · Amakakondre · Asenbaso · Asidonhopo · Aurora · 
Begoeba · Begoon · Bekiokondre · Bendikwai · Bendiwata · Biudoematoe  · Bofokoele · Botopasi ·
Dan · Dangogo · Daume · Debikè · Deboo · Djemongo · Djoemoe · Duwatra ·
Foetoenakaba · Gingiston · Goddo · Godowatra · Goejaba · Gran Slee · Grantatai · Gunsi ·
Heikoenoenoe · Jawjaw ·
Kaajapati · Kajana · Kambaloea · Kampoe · Koonoo · Kuututen ·
Ladouanie · Lespansi · Ligorio · Malobi · Malroseekondre · Masiakriki · Moitori ·
Nazaleti · Nieuw-Aurora · Padalafanti · Pambo Oko · Pikin Slee · Pingpe · Pokigron ·
Saloebanga · Semoisi · Soolan · Stonhoekoe · Tjaikondre · Toemaripa · Toetoeboeka